# Arthroleptis francei
Arthroleptis francei Loveridge, 1953 è un anfibio anuro, appartenente alla famiglia degli Artroleptidi.

## Etimologia
L'epiteto specifico è stato dato in onore di Freddie H. France.

## Distribuzione e habitat
La specie si trova sul Monte Mulanje e possibilmente sulle montagne Zomba, nel Malawi meridionale, ad un'altitudine di 700-2500 m; sul monte Namuli, a 2900 m, nel nord del Mozambico.